# Vapi
Vapi est une ville de l'État du Gujarat, à l'ouest de l'Inde. En 2011, elle est peuplée de 163 630 habitants.

## Géographie
La ville est à environ 150 km au nord de Bombay.